# Sibogaster
Sibogaster is een geslacht van zeesterren uit de familie Goniasteridae.				

## Soort
- Sibogaster digitatus Döderlein, 1924